# Mate Suić
Prof. dr. Mate Suić (Postira, 3. studenog 1915. - Zagreb, 28. listopada 2002.), hrvatski povjesničar, arheolog, filolog i akademik.

## Životopis
Mate Suić rođen je 3. studenog 1915. u Postirama na Braču. Diplomirao je 1941. klasičnu filologiju, arheologiju i povijest starog vijeka na Filozofskom fakultetu u Zagrebu, gdje je 1953. i doktorirao. Karijeru je započeo kao nastavnik u paškoj gimnaziji, a od 1942. do kraja Drugog svjetskog rata bio je veleposlanik u Vatikanu. Od 1945. je kustos i ravnatelj Arheološkog muzeja u Zadru, od 1956. je profesor antičke arheologije na Filozofskom fakultetu u Zadru, a od 1968. je profesor antičke povijesti na Filozofskom fakultetu u Zagrebu. Od 1967. do 1969. bio je predstavnik Hrvatskog arheološkog društva, a od 1981. redoviti član HAZU. Bio je ravnatelj Arheološkog instituta Filozofskog fakulteta u Zagrebu, pročelnik Zavoda za povijesne znanosti, počasni član Hrvatskog arhivističkog društva i dopisni član Njemačkog arheološkog instituta u Berlinu. Umro je 28. listopada 2002. u Zagrebu.
Dobitnik je Nagrade Grada Zadra (1968.), Nagrade Grada Zagreba (1977.), republičke Nagrade "Božidar Adžija", Ordena zasluga za narod (1979.) te Nagrade Hrvatskoga arheološkog društva za životno djelo "Don Frane Bulić" (1999.)

## Znanstveni rad
Mate Suić dao je velik doprinos hrvatskoj povjesnici u svojih 60 godina istraživanja. Bavio se grčkom kolonizacijom Jadrana, antičkom poleogenezom, urbanizacijom i urbanizmom te municipalnim uređenjem Ilirika. Proučavao je antički predrimski supstrat, kultove i religije, društveno-gospodarske procese i antičko naslijeđe o ranoj hrvatskoj povijesti. Dokazao je da je Jeronim Stridonski, svetac koji je preveo Bibliju na latinski, rođen na granici Dalmacije i Panonije.

## Izbor iz djela
- Liburnski nadgrobni spomenik (u časopisu Vjesnik za arheologiju i historiju dalmatinsku, 1951.)
- Limitacija agera rimskih kolonija na istočnoj jadranskoj obali (u Zborniku Instituta za historijske nauke u Zadru, 1955.)
- Istočna jadranska obala u Pseudo Skilakovu Periplu (u časopisu Rad JAZU, 1955.)
- O municipalitetu antičke Salone (u časopisu Vjesnik za arheologiju i historiju dalmatinsku, 1958.)
- Antički Nin i njegovi spomenici (u Povijest grada Nina, 1969.)
- Noviji natpisi iz Burnuma (u časopisu Diadora, 1971), Povijest Zadra, I. (1975.)
- Antički grad na istočnom Jadranu (1976.)
- Hijeronim Stridonjanin – građanin Tarsatike (u časopisu Rad JAZU, 1986.)
- Odabrani radovi iz stare povijesti Hrvatske: opera selecta (1996.)